# Elezioni politiche a San Marino del 2019
Le elezioni politiche a San Marino del 2019 si sono svolte l'8 dicembre 2019 per il rinnovo del Consiglio Grande e Generale, giunto alla sua XXX legislatura.

## Sistema elettorale
Sono stati elettori i cittadini sammarinesi maggiori di 18 anni.
Per effetto del referendum del 2019, la legge elettorale è stata modificata in più aspetti:
- Se nessuna coalizione raggiunge la maggioranza dei voti al primo turno, il mandato di formare un governo sarà affidato al primo partito o coalizione;
- Se questo non andrà a buon fine il mandato sarà assegnato al secondo partito o alla seconda coalizione;
- Se i primi due partiti o coalizioni non riusciranno a formare un governo ci sarà un ballottaggio e la lista vincente prenderà la maggioranza dei seggi, mentre gli altri verranno distribuiti con il metodo d'Hondt;
- Una soglia di sbarramento è stabilita al 5% dei voti.

## Risultati
|                     | Lista non coalizzata | 5 993  | 33,35 | Partito Democratico Cristiano Sammarinese      | 5 993  | 33,35 | 21 |  |  |
|                     | Domani in Movimento  | 4 445  | 24,73 | Movimento Civico R.E.T.E.                      | 3 276  | 18,23 | 11 |  |  |
| Domani Motus Liberi | Domani in Movimento  | 4 445  | 24,73 | 1 112                                          | 6,19   | 4     |    |  |  |
| Voti di coalizione  | Domani in Movimento  | 4 445  | 24,73 | 57                                             | 0,32   | –     |    |  |  |
|                     | Lista non coalizzata | 2 964  | 16,49 | Libera San Marino (MC10 - SSD - MIS - RS)      | 2 964  | 16,49 | 10 |  |  |
|                     | Lista non coalizzata | 2 359  | 13,13 | Noi per la Repubblica (NS - PSD - PS - MD-SMI) | 2 359  | 13,13 | 8  |  |  |
|                     | Lista non coalizzata | 1 850  | 10,29 | Repubblica Futura                              | 1 850  | 10,29 | 6  |  |  |
|                     | Lista non coalizzata | 361    | 2,01  | Ēlego per una Nuova Repubblica                 | 361    | 2,01  | –  |  |  |
| Totale              | Totale               | 17 972 | 100   |                                                | 17 972 | 100   | 60 |  |  |
|                     |                      |        |       |                                                |        |       |    |  |  |
| Voti non validi     | Voti non validi      | 1 262  | 6,56  |                                                |        |       |    |  |  |
| Votanti             | Votanti              | 19 234 | 55,73 |                                                |        |       |    |  |  |
| Elettori            | Elettori             | 34 511 |       |                                                |        |       |    |  |  |

## Consiglieri eletti
| Coalizione | Coalizione                                            | Partiti                                                                   | Partiti                        |
| --- | ----------------------------------------------------- | ------------------------------------------------------------------------- | ------------------------------ |
| | Partito Democratico Cristiano Sammarinese (seggi: 21) |                                                                           |                                |
| - Gian Carlo Venturini - Teodoro Lonfernini - Stefano Canti - S.E. Mariella Mularoni - Luca Beccari - Pasquale Valentini - Marco Gatti - Francesco Mussoni - Alessandro Cardelli - Manuel Ciavatta - Massimo Andrea Ugolini - Filippo Tamagnini - William Casali - Francesca Civerchia - Alice Mina - Oscar Mina - Italo Righi - Gian Franco Terenzi - Lorenzo Bugli - Aida Maria Adele Selva - Alessandro Scarano |                                                       |                                                                           |                                |
| | Coalizione Domani in Movimento (seggi: 15)            | Movimento Civico R.E.T.E. (seggi: 11)                                     | Domani Motus Liberi (seggi: 4) |
| - Gian Matteo Zeppa - Elena Tonnini - Roberto Ciavatta - Marianna Bucci - Paolo Rondelli - Marco Nicolini - Giovanni Maria Zonzini - Sandra Giardi - Emanuele Santi - Adele Tonnini - Grazia Zafferani | Coalizione Domani in Movimento (seggi: 15)            | - Fabio Righi - Mirko Dolcini - Carlotta Andruccioli - Michela Pellicioni |                                |
| | Libera San Marino (seggi: 10)                         | - Fabio Righi - Mirko Dolcini - Carlotta Andruccioli - Michela Pellicioni |                                |
| - Matteo Ciacci - Alessandro Bevitori - Rossano Fabbri - Michele Muratori - Eva Guidi - Marica Montemaggi - S.E. Luca Boschi - Guerrino Zanotti - Giuseppe Maria Morganti - Vladimiro Selva |                                                       |                                                                           |                                |
| | Noi per la Repubblica (seggi: 8)                      |                                                                           |                                |
| - Federico Pedini Amati - Alessandro Mancini - Iro Belluzzi - Maria Luisa Berti - Denise Bronzetti - Andrea Belluzzi - Gian Nicola Berti - Giacomo Simoncini |                                                       |                                                                           |                                |
| | Repubblica Futura (seggi: 6)                          |                                                                           |                                |
| - Nicola Renzi - Andrea Zafferani - Miriam Farinelli - Fernando Bindi - Sara Conti - Maria Katia Savoretti |                                                       |                                                                           |                                |

- Fonte:  Esito Elezioni 2019 e Composizione Consiglio Grande e Generale XXX Legislatura, su elezioni.sm.